# Eric Carlberg
Gustaf Eric Carlberg, född den 5 april 1880 i Karlskrona, död den 14 augusti 1963 i Stockholm, var en svensk militär, diplomat och sportskytt.

## Biografi

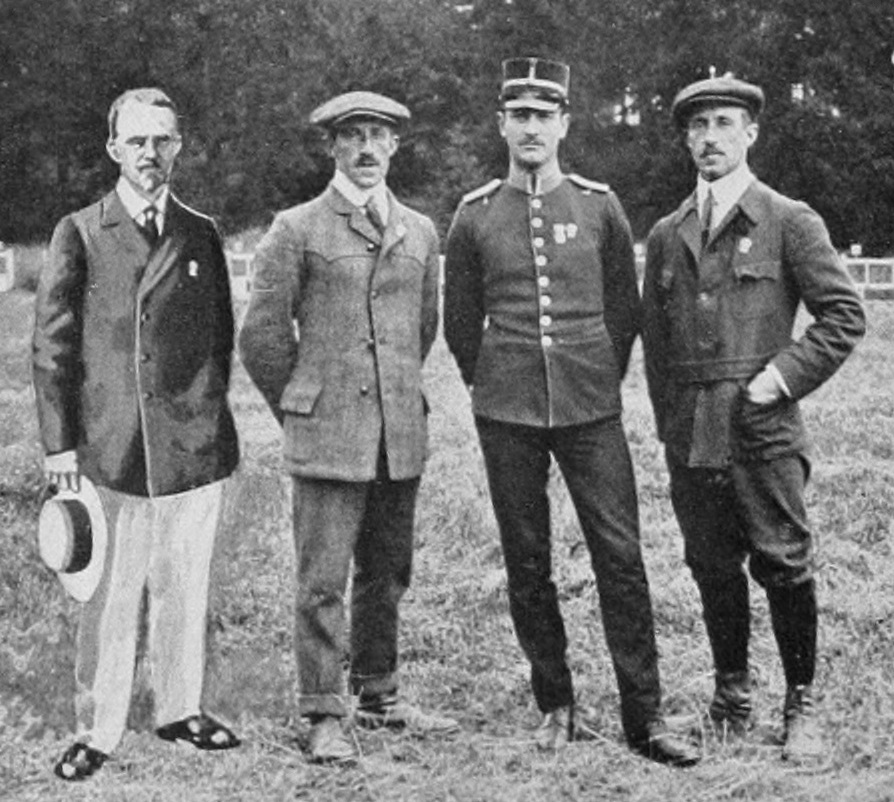
Paul Palén, Vilhelm Carlberg, Hübner von Holst och Eric Carlberg 1912.

Carlberg blev underlöjtnant vid Norra skånska infanteriregementet 1901 samt vid Vaxholms grenadjärregemente 1902. Vid det senare förbandet blev han löjtnant 1907 och kapten 1917. Under denna tid avlade han examen vid Gymnastiska centralinstitutet 1910. Carlberg övergick till övergångsstat 1928 och till reserven 1930. 
Vid sidan av sin svenska militära karriär verkade Carlberg 1912–1915 i Persien som instruktör vid gendarmeriet och chef för 5:e regementet. Han blev där major 1912 samt överste 1915. 
Efter sin avgång från aktiv tjänst verkade Carlberg från 1928 som svensk representant för olika svenska och finska företag i Teheran där han var svensk generalkonsul 1930–1935 och finsk dito 1935–1958. Han blev under sitt liv riddare av såväl Svärdsorden som Vasaorden och kommendör av Finlands Lejons orden och var därjämte innehavare av ett antal persiska utmärkelser. Sina år i Persien skildrade han i boken På uppdrag i Persien – glimtar från en trettioårig vistelse under solens och lejonets tecken (1962). En bildsamling som Carlberg i undervisningssyfte byggde upp under sin tid vid gendarmeriet finns numera på Etnografiska museet i Stockholm.
Carlberg deltog i fyra olympiska spel (1906, 1908, 1912 och 1924) och vann två guld- och tre silvermedaljer. Han vann även priser vid internationella fäkttävlingar i Köpenhamn och Haag 1907 samt Ostende 1908.
Eric Carlberg var son till länsveterinären Gustaf Carlberg och Vilhelmina Rydell. Han var tvillingbror till Wilhelm Carlberg, även denne officer och olympier. Eric Carlberg var från 1924 gift med Elsa Lindell (1899–1985), dotter till överläkaren Emil Lindell och Manja Albert. Makarna Carlberg är begravna på Brunnby kyrkogård.